# 見仏記
『見仏記』（けんぶつき）は、いとうせいこうとみうらじゅんの共著による紀行文のシリーズ。いとうが本文、みうらが文中の絵を担当している。

## 概要
元来仏像に造詣の深いみうらと、その友人であるいとうが、信仰や美術品としての視点とは異なる独自の観点から各地の仏像を鑑賞することを目的にしておりその行為を「見仏」と表している。
1992年9月号から『中央公論』誌上で連載されたの皮切りに、その後掲載誌を移して何度か連載され、その後単行本として刊行されている。また、親孝行篇はHotwired Japanのサイト内に「e見仏記」として連載された。
また、いとう・みうらの両名は見仏記を刊行した後の1996年からはRock'n'Roll Slidersとしてザ・スライドショーを開催している。

## 書籍
単行本
- 見仏記（1993年、ISBN 4-12-002239-0、中央公論社）
- 秘見仏記（1995年、ISBN 4-12-002422-9、中央公論社）
- 見仏記 海外篇（1998年、ISBN 4-04-883510-6、角川書店）
- 見仏記 親孝行篇（2002年、ISBN 4-04-883781-8、角川書店）
- 見仏記 ゴールデンガイド篇（2009年、ISBN 978-4-04-885014-8、角川書店）
- 見仏記 ぶらり旅篇（2011年、ISBN 978-4-04-110033-2、角川書店）
- 見仏記ガイドブック（2012年、ISBN 978-4-04-110272-5、角川書店）
- 見仏記 メディアミックス篇（2015年、ISBN 978-4-04-101459-2、角川書店）
- 見仏記 道草篇（2019年、KADOKAWA）

文庫
文庫版はすべて角川文庫から出版されている。
- 見仏記（1997年、ISBN 4-04-184602-1）
- 見仏記 2 仏友篇（1999年、ISBN 4-04-184603-X）
- 見仏記 3 海外篇（2000年、ISBN 4-04-184604-8）
- 見仏記 4 親孝行篇（2006年、ISBN 4-04-184605-6）
- 見仏記 5 ゴールデンガイド篇（2011年、ISBN 4-04-184606-4）
- 見仏記 6 ぶらり旅篇（2012年、ISBN 4-04-100475-6）
- 見仏記 7 仏像ロケ隊がゆく（2018年、ISBN 4-04-106431-7）

## テレビ見仏記
みうらじゅん・いとうせいこうのテレビ見仏記は、2001年から関西テレビ☆京都チャンネル（2009年閉局）で不定期に放送されたテレビ番組。見仏記のコンセプトのもと関西周辺の仏像を巡る様子を収録している。関西テレビ☆京都チャンネルが閉局後は地上波の関西テレビで不定期に新TV見仏記として放送され、2015年10月からはBS12でも放送がスタート。また番組はのちにDVD化、ブルーレイ化され発売されている。
なお、関西テレビ関連の番組として扱われているため通常は関係の強い販売委託元・ポニーキャニオンを通じてのリリースとなっているが、同番組についてはジェネオン・ユニバーサル（旧：パイオニアLDC→ジェネオン エンタテインメント）が販売委託元となっている。

### DVD
- TV見仏記1 京都編（2002年、PIBW-7118）
- TV見仏記2 滋賀／奈良編（2002年、PIBW-7119）
- TV見仏記3 南山城／宇治・伏見編（2004年、GNBW-7059）
- TV見仏記4 西山／高槻編（2004年、GNBW-7060）
- TV見仏記5 湖東／湖北／南河内編（2005年、GNBW-7210）
- TV見仏記6 舞鶴／宮津／西陣編（2005年、GNBW-7211）
- TV見仏記7 奥琵琶湖／京北編（2007年、GNBW-7440）
- TV見仏記8 右京・左京／東山編（2007年、GNBW-7441）
- TV見仏記9 岐阜／名古屋編（2007年、GNBW-7442）
- TV見仏記10 奈良／京都／宇治編（2007年、GNBW-7443）
- TV見仏記11 明日香／奈良編
- TV見仏記12 播磨／大阪編
- TV見仏記13 東山・伏見／洛中・洛外編
- 新TV見仏記 ～平城遷都1300年スペシャル～(1) 奈良編
- 新TV見仏記 ～平城遷都1300年スペシャル～(2) 天理・桜井編
- 新TV見仏記(3) 京都編～TV見仏記なんと10周年記念SP
- 新TV見仏記(4) 奈良・斑鳩編～TV見仏記なんと10周年記念SP
- 新TV見仏記(5) 福井・小浜編
- 新TV見仏記(6) 福井・越前編
- 新TV見仏記(7) 比叡山・大津編
- 新TV見仏記(8) 高野山編
- THE VERY BEST OF TV見仏記～振り返りトーク・セッション　スペシャル～【麗しの美仏編】
- THE VERY BEST OF TV見仏記～振り返りトーク・セッション　スペシャル～【驚愕の異形仏編】
- 新TV見仏記(9) 奥びわ湖観音の里編
- 新TV見仏記(10) 播州・姫路編
- 新TV見仏記(11) 吉野編
- 新TV見仏記(12) 大和横断編
- 新TV見仏記(13) 京都・東寺編 ～4Kで撮っちゃいましたスペシャル～
- 新TV見仏記(14) 奈良・東大寺編 ～4Kで撮っちゃいましたスペシャル～
- 新TV見仏記(15) いざ! 鎌倉編
- 新TV見仏記(16) 鎌倉逍遥編

### ブルーレイ
- 新TV見仏記(17) 京都・南山城の隠れ仏編
- 新TV見仏記(18) 奈良・まほろば編
- 新TV見仏記(19) みちのく岩手編
- 新TV見仏記(20) みちのく山形編
- 新TV見仏記(21) 和歌山・紀州路の仏編
- 新TV見仏記(22) 大阪・ひっそりおはす編
- 新TV見仏記 日タイ修好130周年記念スペシャル(23) バンコク編
- 新TV見仏記 日タイ修好130周年記念スペシャル(24) アユタヤ編
- 新TV見仏記 みうらじゅん還暦スペシャル(25) 京都・南丹波ほほえみの仏編
- 新TV見仏記(26) 京都・まだ見ぬ仏編
- 新TV見仏記(27) 広島・尾道編
- 新TV見仏記(28) 広島・鞆の浦(とものうら)編
- 新TV見仏記(29) 京都・大原 男がふたり編
- 新TV見仏記(30) 兵庫・丹波 謎の仏師編
- 新TV見仏記(31) 淡路島編
- 新TV見仏記(32) 阿波とくしま編
- 新TV見仏記(33) ナニワ四天王寺編
- 新TV見仏記(34) 東大阪あたり編
- 新TV見仏記(35) 宝塚ラララ編
- 新TV見仏記(36) そして神戸編